# 黄锡庆
黄锡庆。字铁庵，又字小园、又字子余，浙江余姚人，清朝嘉道年间大盐商，两淮盐商首富，曾任两淮盐商总商（时称“首总”）。

## 生平
籍貫浙江余姚县，其父黄至筠（世称黄应泰）在河南作官，约二、三岁时随父徙居扬州，后家族成两淮大盐商。黄锡庆是家中长子，其弟黃奭、黄锡麒、黄锡康、黄锡禧均为著名文人。其家因奢侈闻名海内。
黄由商入仕，于清道光十三年（1833年）被钦赐举人。道光二十二年（1842年），璞鼎查率英军自吴淞口溯江而上入扬州府城，黄参与府治。因办两淮团练协剿太平军有功，咸丰四年（1854年）八月，优叙补用，后升道员衔。咸丰七年（1857年）十二月，赏戴花翎。咸丰十一年（1861）二月，赏加盐运使衔。后调任广东，不久于咸丰十一年（1861年）前后在广州逝世。

## 诗词书画收藏
黄承家学，为儒商，擅长诗词。其诗作收于《黄锡庆诗》集中。另其弟黄锡麒所编《蔗根集》又有收录。又有作《铁庵词甲稿》一卷、《铁庵词乙稿》一卷，于道光乙巳（1845年）至己酉（1849年）间在扬州精刊传世，后世合二为一，作《铁庵甲乙词》。《扬州画苑录》载其擅填词，擅对联，亦擅书画，画法继承恽寿平没骨画法。
黄亦是大收藏家，有“锡庆平生真赏”、 “锡庆手摹金石” 、“铁庵所作”等印鉴。

## 遗迹
清道光十八年（1838年），其父黄至筠逝世，作为长子，黄锡庆继承最大家业，获得黄氏祖居。今为扬州“个园”，1988年成为全国重点文物保护单位。

## 著作
- 《黄锡庆诗》
- 《铁庵词甲稿》与《铁庵词乙稿》，合为《铁庵甲乙词》
- 《安陆集》书序
- 黄对《中庸》颇有研究，著有《中庸述义》2卷，